# پائولو وولپونی
پائولو وولپونی (ایتالیایی: Paolo Volponi)؛ زادهٔ ۶ فوریهٔ ۱۹۲۴ - درگذشته ۲۳ اوت ۱۹۹۴) نویسنده، شاعر و سیاست‌مدار اهل ایتالیا بود. وی برنده جوایز ویارجیو (۱۹۷۵) و استراگا (۱۹۹۱) شده‌است.

## زندگی‌نامه
وولپونی در ۶ فوریه ۱۹۲۴ در اوربینو ایتالیا به دنیا آمد. او در سال ۱۹۴۳ به پارتیزان‌های ایتالیایی پیوست. او در دانشگاه اوربینو در رشته حقوق تحصیل کرد و در سال ۱۹۴۷ از آنجا فارغ التحصیل شد. او در سال ۱۹۵۰ به عنوان یک نویسنده شدیداً تحت تاثیر متفکر اجتماعی و صنعتگر روشنفکر آدریانو اولیوتی بود. وولپونی برای اولیوتی به عنوان دستیار و سپس به عنوان مدیر خدمات اجتماعی در کارخانه اولیوتی در ایوریا کار می‌کرد. او در سال ۱۹۷۲ برای پیوستن به فیات به تورین نقل مکان کرد و در سال ۱۹۷۵ به ریاست بنیاد آنیلی منصوب شد، اما به دلیل حمایت آشکار از حزب کمونیست ایتالیا مجبور به استعفا شد. او در سال ۱۹۸۳ به عضویت سنای ایتالیا انتخاب شد.
وولپونی در ۲۳ اوت ۱۹۹۴ درگذشت.